# خدمات آموزش جهانی
خدمات آموزش جهانی (به انگلیسی: World Education Services) که به اختصار WES گفته می‌شود یک مؤسسه غیرانتفاعی مستقر در دو کشور ایالات متحده آمریکا و کانادا می‌باشد که اقدام به معادل‌سازی مدارک تحصیلی ارائه‌شده از جانب مراکز آموزشی کشورهای جهان با نظام رتبه‌بندی خاص کشورهای آمریکای شمالی می‌کند. این معادل‌سازی برای افرادی که متقاضی تحصیل، کار یا مهاجرت به یکی از کشورهای آمریکای شمالی می‌باشند، کاربرد دارد. علی‌رغم اینکه معادل‌سازی‌های صورت گرفته توسط این مؤسسه توسط بیش از ۲۵۰۰ مؤسسه آموزشی یا کاری مستقر در آمریکای شمالی، تأیید شده‌است ولی نتایج این معادل‌سازی‌ها هیچگاه برای موسسات یا شرکت‌های مقصد الزام‌آور نبوده و صرفاً جنبه مشاوره‌ای دارند.